# Hyloxalus spilotogaster
Espèce
Synonymes
- Colostethus spilotogaster Duellman, 2004

Statut de conservation UICN

 DD  : Données insuffisantes
Hyloxalus spilotogaster est une espèce d'amphibiens de la famille des Dendrobatidae.

## Répartition
Cette espèce est endémique de la province d'Utcubamba dans la région d'Amazonas au Pérou. Elle se rencontre à 2 326 m d'altitude sur le versant Est de la cordillère de Colán.

## Description
La femelle holotype mesure 24,0.

## Publication originale
- Duellman, 2004 : Frogs of the genus Colostethus (Anura, Dendrobatidae) in the Andes of northern Peru. Scientific Papers of the Natural History Museum, University of Kansas, no 35, p. 1-49 (texte intégral).